# Відокремлений інтерфейс (шаблон проєктування)
Відокремлений інтерфейс (англ. Separated Interface) — шаблон проєктування, який допомагає зменшити зв'язність між компонентами шляхом відокремлення абстракції та реалізації.

## Опис
Один зі способів покращення архітектури системи — це зменшення зв'язності між компонентами. Цього можна добитись розділивши класи по окремим пакетам та контролювати залежності між ними. Також можна дотримуватись правил залежності. Наприклад, класи бізнес-логіки не повинні викликати класи логіки представлення.
Розглянемо приклад поділу по пакетах класів у триярусній архітектурі. Він передбачає, що рівні діляться по функціоналу, а доступ до них відкритий через інтерфейси взаємодії.
При такому підході класи рівня аплікації хоч і використовують для роботи інтерфейси, та все одно вони прив'язані до модуля інфраструктури. Для того, щоб уникнути цієї залежності скористаємось принципом інверсії залежностей, та "розвернемо" стрілки залежностей в іншу сторону. Варто винести всі залежності в інтерфейси, які будуть використовувати класи модуля аплікації, а їх реалізацію помістити в окремі пакети.
Таким чином модулі вищого рівня залежать від абстракцій реалізованих в модулях нижчого рівня.

## Реалізація
Помістимо в один модуль класи та залежності необхідні їм для роботи у вигляді інтерфейсів.
```
namespace
 
Application

{

  
internal
 
class
 
WeatherAppService

  
{

      
private
 
ITimeService
 
_timeService
;

      
public
 
WeatherAppService
(
ITimeService
 
timeService
)

      
{

         
_timeService
 
=
 
timeService
;

      
}

    

      
public
 
WeatherForecast
 
GetWeatherForecast
()

      
{

          
var
 
currentTime
 
=
 
_timeService
.
GetCurrentTime
();

  

          
return
 
new
 
WeatherForecast

          
{

              
Time
 
=
 
currentTime
,

              
TemperatureC
 
=
 
new
 
Random
().
Next
(
-
20
,
 
55
),

          
};

      
}

  
}

  
public
 
interface
 
ITimeService

  
{

      
DateTime
 
GetCurrentTime
();

  
}

}

```

Тоді реалізуємо інтерфейси в окремому модулі. Який міститиме прив'язку до конкретних технологій.
```
namespace
 
Infrastructure

{

  
public
 
class
 
TimeService
 
:
 
ITimeService

  
{

      
public
 
DateTime
 
GetCurrentTime
()

      
{

          
return
 
DateTime
.
Now
;

      
}

  
}

}

```

Тепер класи аплікацій можна легко тестувати, підміняти реалізацію, незалежно розгортати тощо.